# Nagykőpatak
Nagykőpatak (1899-ig Kvakócz, szlovákul: Kvakovce) község Szlovákiában, az Eperjesi kerületben, a Varannói járásban. Nagydobra tartozik hozzá.

## Fekvése
Varannótól 20 km-re északra fekszik. Hatalmas külterülete a Nagydomásai víztározó délnyugati partvidékét lefedi.

## Története
1345-ben említik először.
A 18. század végén Vályi András így ír róla: „KVAKÓCZ. Tót falu Zemplén Várm. földes Ura Jekelfalusy Uraság, lakosai katolikusok, és másfélék, fekszik Varannóhoz, Hanusfalvához is egy-egy órányira, hegyes határja 3 nyomásbéli, zabot, és gabonát terem, erdeje bikkes, szőleje nints, rétek nélkűl is szűkölködik, piatza Hanusfalván, és Varannón.”
Fényes Elek 1851-ben kiadott geográfiai szótárában így ír a faluról: „Kvakócz, Zemplén v. tót falu, Dobra fil., 200 romai, 53 g. kathol., 90 evang., 30 zsidó lak. 1207 hold szántóföld. F. u. b. Vécsey.”
Borovszky Samu monográfiasorozatának Zemplén vármegyét tárgyaló része szerint: „Nagykőpatak, azelőtt Kvakócz, tót kisközség 63 házzal és 420, nagyobbára róm. kath. vallású lakossal. Postája Nagydobra, távírója Tavarna, vasúti állomása Varannó. XVI. századbeli német telep, melyet akkoriban Új-Kajnya, azután Német-Kajnya néven is emlegetnek, de Quakócz aliter Német-Kányó alakban is. A XVI. század végén Csicsva vár tartozéka volt és Báthory István volt az ura. 1658-ban A Barkóczyaké, a XVII. század végén Gyuricskó Jánosé és Soós Péteré. Ez időtájt a sztropkói uradalomhoz csatolták és későbbi birtokosai a báró Vécsey, a Jekelfalussy s a báró Dessewffy családok voltak. Most idegen kézen van. A község kath. temploma 1772-ben épült.”
A trianoni diktátumig Zemplén vármegye Varannói járásához tartozott.

### Nagydobra
Első írásos említése 1363-ból származik.
A 18. század végén Vályi András így ír róla: „DOBRA. Tót falu Zemplén Vármegyében, földes Ura Gróf Csáky Uraság, lakosai ó hitűek, fekszik Ondova vize mellett, Nagy Domasával által ellenben, egy nagy hegyhez közel, kivévén a’ szőlő hegyet, minden határbéli java lévén, első Osztálybéli.”
Fényes Elek 1851-ben kiadott geográfiai szótárában így ír a faluról: „Dobra, Zemplén v. tót mváros, az Ondava mellett, Sztropkóhoz délre 3 mfdnyire: 512 romai, 93 g. kath., 4 evang., 110 zsidó lak. Kath. paroch. templom. Szántófölde 1396 h., s elég termékeny. Erdő. F. u. gr. Haller örök. Ut. p. Nagy-Mihály.”
Borovszky Samu monográfiasorozatának Zemplén vármegyét tárgyaló része szerint: „Nagydobra, ondavamenti kisközség. Körjegyzőségi székhely, nagyobbára tótajkú és róm. kath. vallású lakosokkal, kiknek száma 691, a házainak száma pedig 114. Saját postája van, távírója Kelcse, vasúti állomása Varannó. A homonnai uradalomhoz tartozott s annak sorsában osztozott, míg azután a Csákyak birtokába került. A mult században gróf Haller Ferencznek volt itt nagyobb birtoka. Most a Forner Florentiné s az övé a Csákyak régi kúriája is. A róm. kath. templom nagyon régi, de építési ideje ismeretlen. 1800-ban az egész község leégett. Nagydobra tájékán feküdtek hajdan Proszács, Remenyen, Lónya, Ádámvágása, Vörösvágása és Gergelyvágása elpusztult községek és puszták. Proszács már 1363-ban a Rozgonyiak birtokaként szerepelt. 1598-ban Báthory István volt a földesura. Még az 1663-iki pestis alkalmából említtetik. Remenyen ugyanakkor szintén a Rozgonyiak birtoka s később a sztropkói uradalomhoz tartozott. Adatai szintén nem terjednek túl az 1663-iki pestisen. Vörös- és Gergelyvágása együtt említtetnek, s közelükben feküdt valahol, Nagydobra körül, Ádámvágása is, melyek 1363-ban szintén a Rozgonyiaké, s 1419-ben a Nagymihályi és Tibay családoké. A Nagydobrához tartozó dűlők között van egy Pod Sibenyu, magyarul »Akasztófa alatt« nevezetű, mely úgy látszik, valamely hajdani földesura pallosjogának az emlékét tartja fenn.”
A trianoni diktátumig Zemplén vármegye Varannói járásához tartozott.
1961-ben 852 lakosa volt. Lakosságának nagy részét az Ondaván felduzzasztott Domásai-víztározó építésekor kitelepítették, a falu nyugati pereme maradt csak meg, ahol később tóparti üdülőtelep alakult ki. 1965. október 1-jén a megszűnt Nagydobra (Dobrá nad Ondavou) községet a Nagymihályi Járási Nemzeti Bizottság Nagykőpatakhoz csatolta. 2006-ban a Szlovák Nemzeti Tanács elé került Nagydobra újbóli önállósulásának kérvénye.

## Népessége
| Év:            | 1994. | 2004.   | 2014.    | 2024.    |
| -------------- | ----- | ------- | -------- | -------- |
| Emberek száma: | 474   | 454     | 523      | 456      |
| Eltérés:       |       | -4,21 % | +15,19 % | -12,81 % |

| Év:            | 2023. | 2024.   |
| -------------- | ----- | ------- |
| Emberek száma: | 444   | 456     |
| Eltérés:       |       | +2,70 % |

1910-ben 350, túlnyomórészt szlovák lakosa volt.
2001-ben 465 lakosából 463 szlovák volt.
2011-ben 419 lakosából 392 szlovák.